# Jüdischer Friedhof (Funchal)

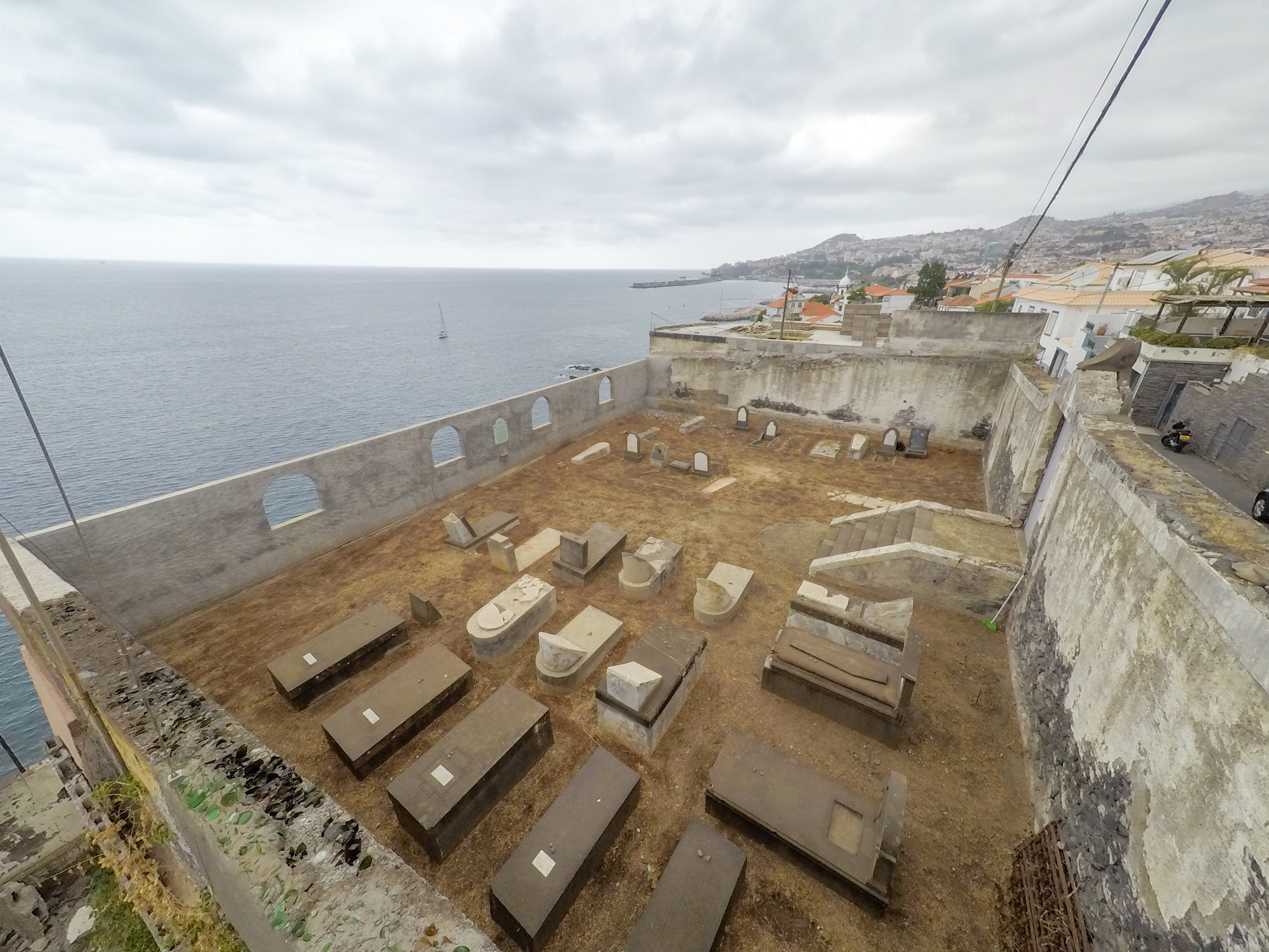
Anlage und Gräber auf dem Friedhof (2019)

Der Jüdische Friedhof Funchal wurde 1851 errichtet und ist eines der wenigen Zeugnisse jüdischer Kultur auf Madeira. Von 1854 bis zur letzten Beerdigung 1976 wurden 38 Sepharden und Aschkenasen beigesetzt. Der Friedhof im Osten von Funchal ist seit 1993 als Imóvel de Interesse Municipal denkmalgeschützt.

## Lage
Der Friedhof befindet sich wenige hundert Meter östlich der Altstadt von Funchal, der im 15. Jahrhundert erbauten und ursprünglich vor allem von Fischern und Handwerkern bewohnten „Zona velha“, und gehört zur Freguesia Santa Maria Maior. Der Friedhof in der Rua do Lazareto liegt zwischen der Straße und der vorgelagerten Klippe.

## Geschichte
Die ersten jüdischen Bewohner kamen 1819 aus Marokko nach Madeira und waren im Wein- sowie im Tuchhandel tätig. 1836 errichtete die kleine Jüdische Gemeinde die Synagoge in Funchal, 1850 kauften die beiden Gemeindemitglieder Judah Aloof (geboren in London) und Isaac Esnaty (geboren in Rabat) das Grundstück für den Friedhof.
Die Eröffnung fand 1851, die erste Beerdigung 1854 auf dem Friedhof statt. Die Inschriften sind die einzigen Quellen zur Geschichte der jüdischen Einwanderer des 19. Jahrhunderts nach Madeira: 1868 fand die erste Beerdigung statt, bei der der Grabstein nicht auf hebräisch, sondern der Muttersprache des Verstorbenen – in diesem Fall deutsch – gehalten wurde.
In den dreißiger Jahren des 20. Jahrhunderts ließen sich mehrere syrische und libanesische Juden dort nieder, während des Zweiten Weltkriegs fanden Juden aus Gibraltar, die zu den 2000 von dort nach Madeira evakuierten britischen Bürgern gehörten, in Funchal Zuflucht.
1975 stürzten Teile der südöstlichen Mauer nach einem Hangsturz ein. Dabei wurde auch ein Grab zerstört. Der letzte in Funchal lebende Jude starb im Jahr 1976, anschließend verfiel das Gelände nach und nach. 1993 wurde der Friedhof unter Denkmalschutz gestellt, 2015 wurde der Friedhof mit Hilfe des Europäischen Komitees zum Schutz jüdischer Friedhöfe restauriert.

## Beschreibung
Der kleine Friedhof ist rechteckig und hat eine Grundfläche von 315 Quadratmetern. Das Gelände ist von einer verputzten Mauer umgeben, die an der Straßenseite etwa 2,50 Meter hoch ist. Den Eingang markiert eine zweiflügelige Tür, am Eingang befindet sich eine Inschrift auf Hebräisch, die "Wohnstätte des Lebens" bedeutet und auf das Jahr 5.611 datiert ist, was dem Jahr 1851 entspricht. Darüber befindet sich ein gewellter Giebel mit Symbolen, die auf den Tod und die Auferstehung der Seele hinweisen. Die weiteren Mauern sind etwas niedriger halten als die Straßenfront und zur Steilküste hin durch vier unverglaste Bogenfenster gekennzeichnet.
Von der Tür führen sieben Stufen zum Grabbereich, der aus lockerem Erdboden besteht und keine abgegrenzten Parzellen aufweist. Im Grabbereich befinden sich heute 34 Gräber, von denen drei von Nord nach Süd, die übrigen von Ost nach West ausgerichtet sind. Die einzelnen Gräber bestehen aus verputztem Mauerwerk, die Grabdeckel aus Stein.
14 Grabsteine stammen aus der zweiten Hälfte des 19. Jahrhunderts und 24 aus dem 20. Jahrhundert. Acht der Gräber stammen von Juden aus Deutschland und einem aus Österreich. Mit Ausnahme der aschkenasischen Nachnamen sind die meisten anderen Nachnamen nordafrikanischen Ursprungs.

## Galerie

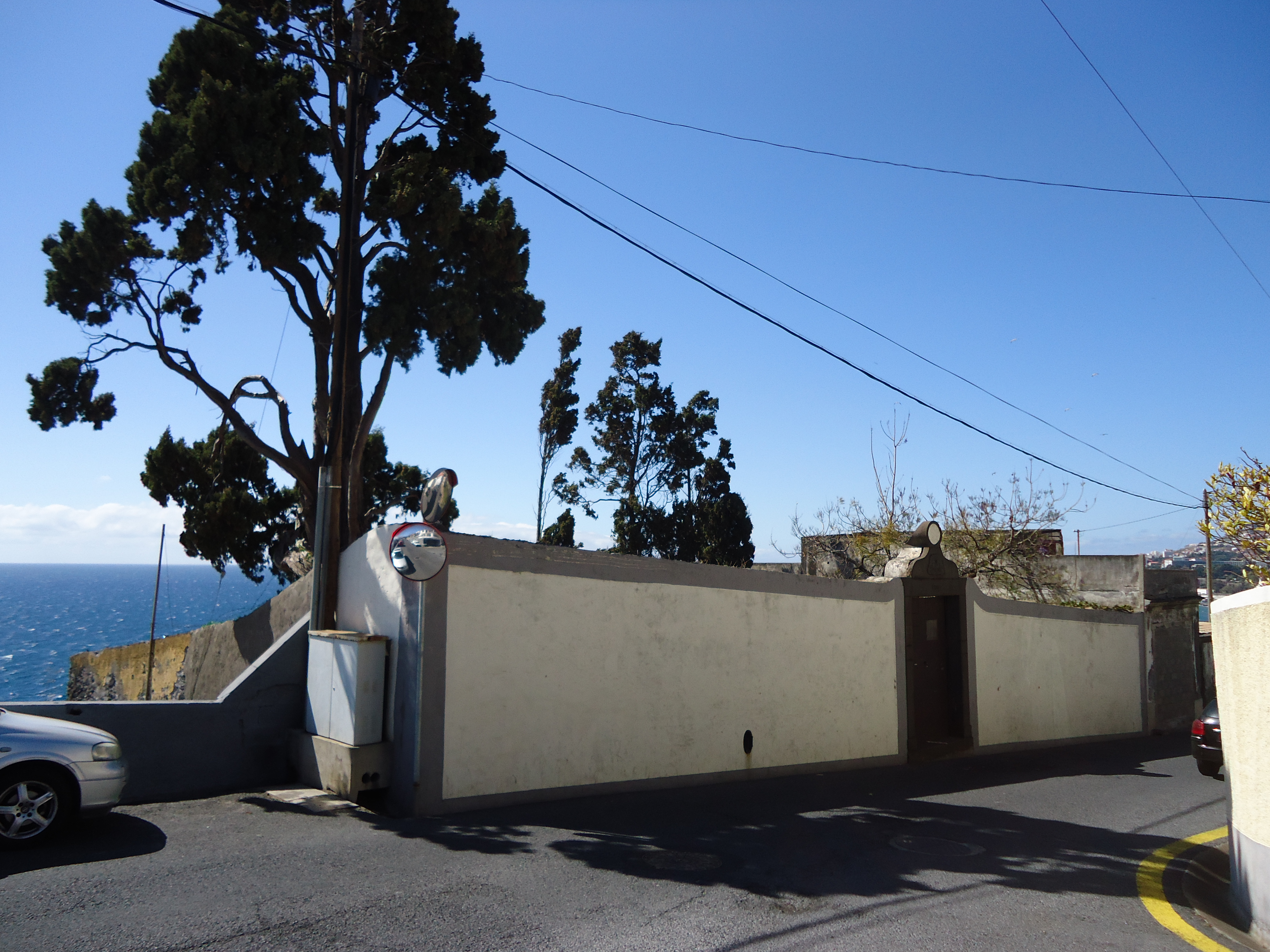
Straßenseitige Ansicht des Friedhofes (2012)
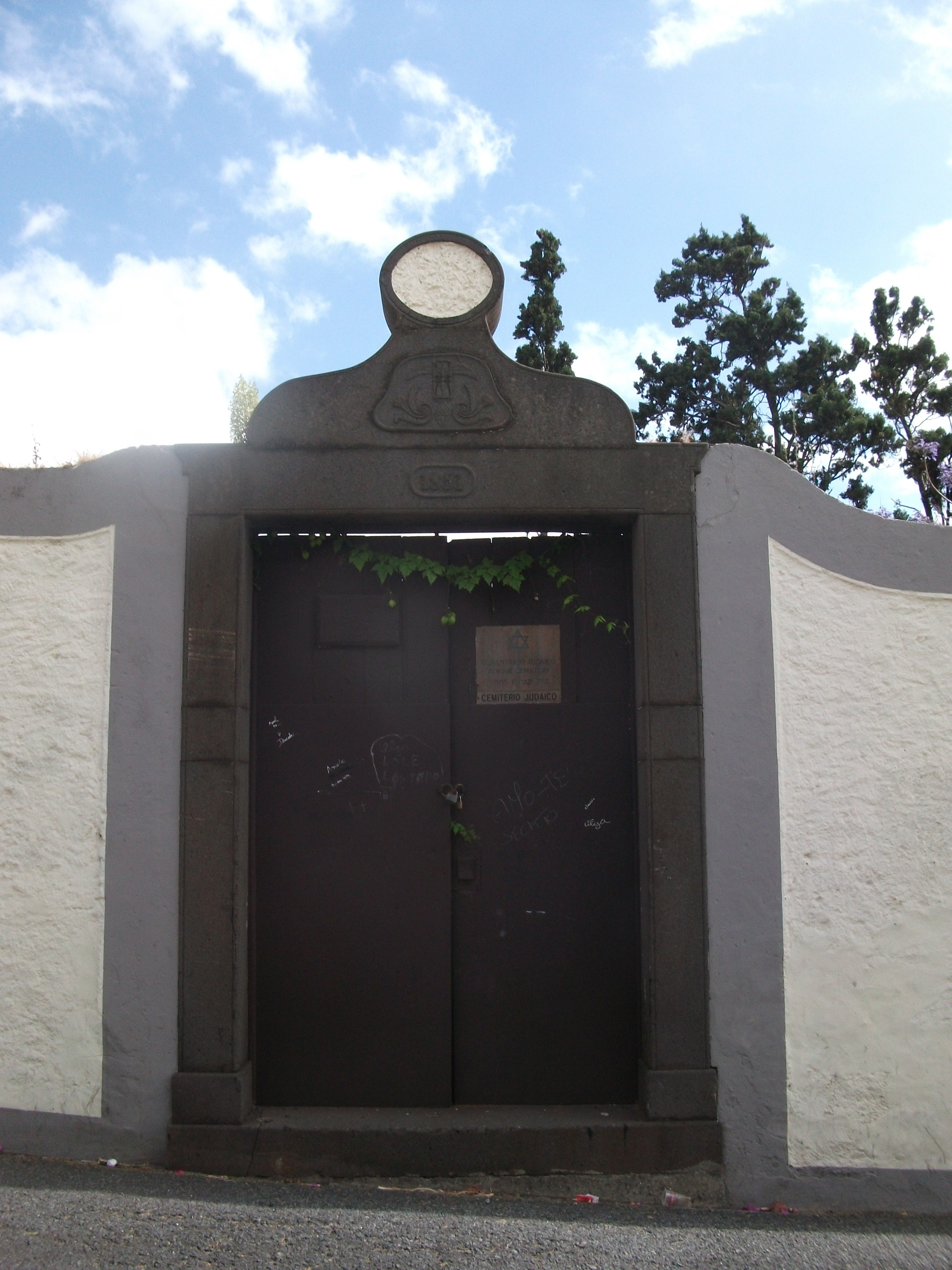
Portal des jüdischen Friedhofes (2011)
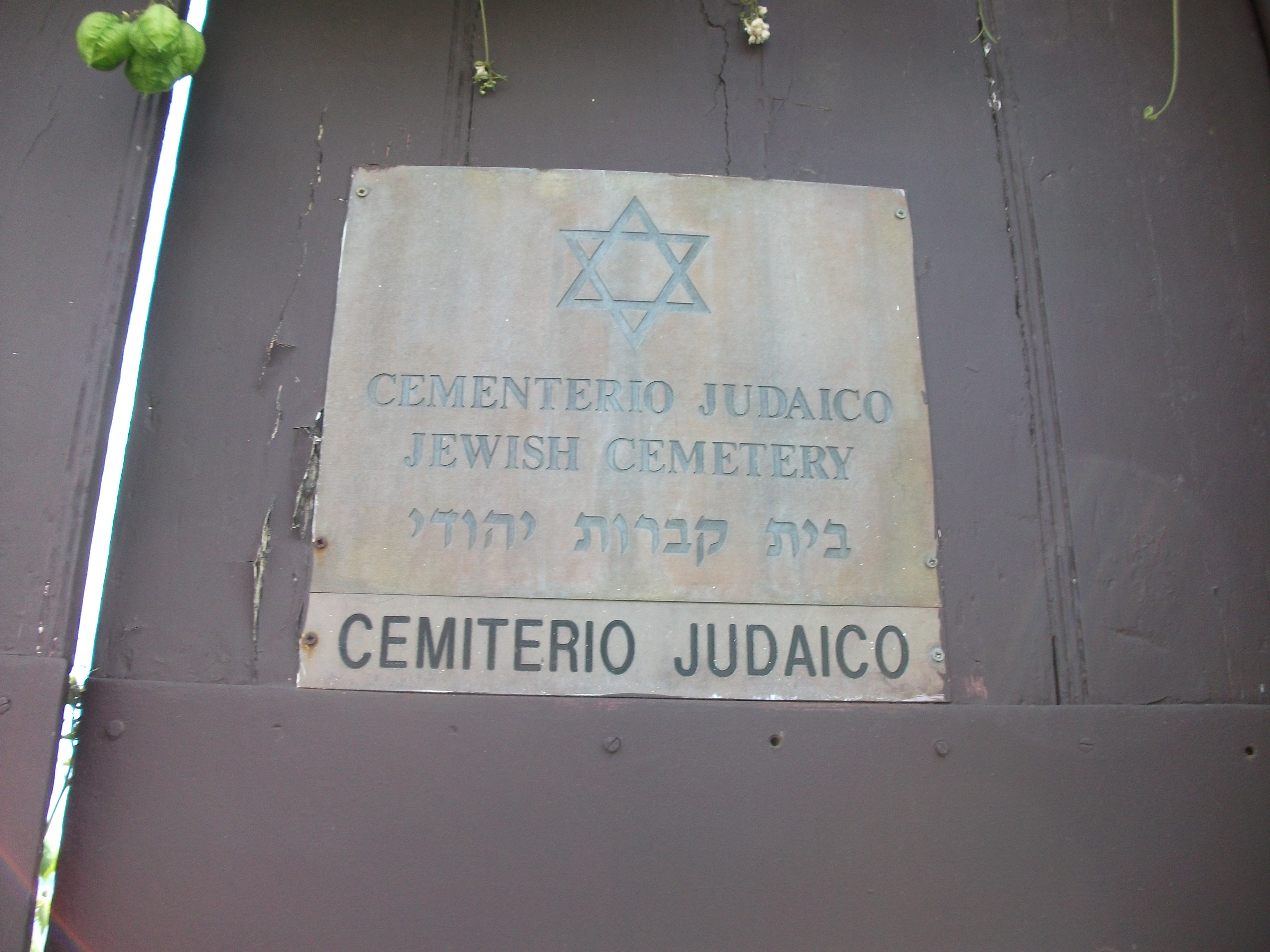
Inschrift auf dem Portal des Friedhofes (2011)